# Heemkundig Museum Paulus van Daesdonck

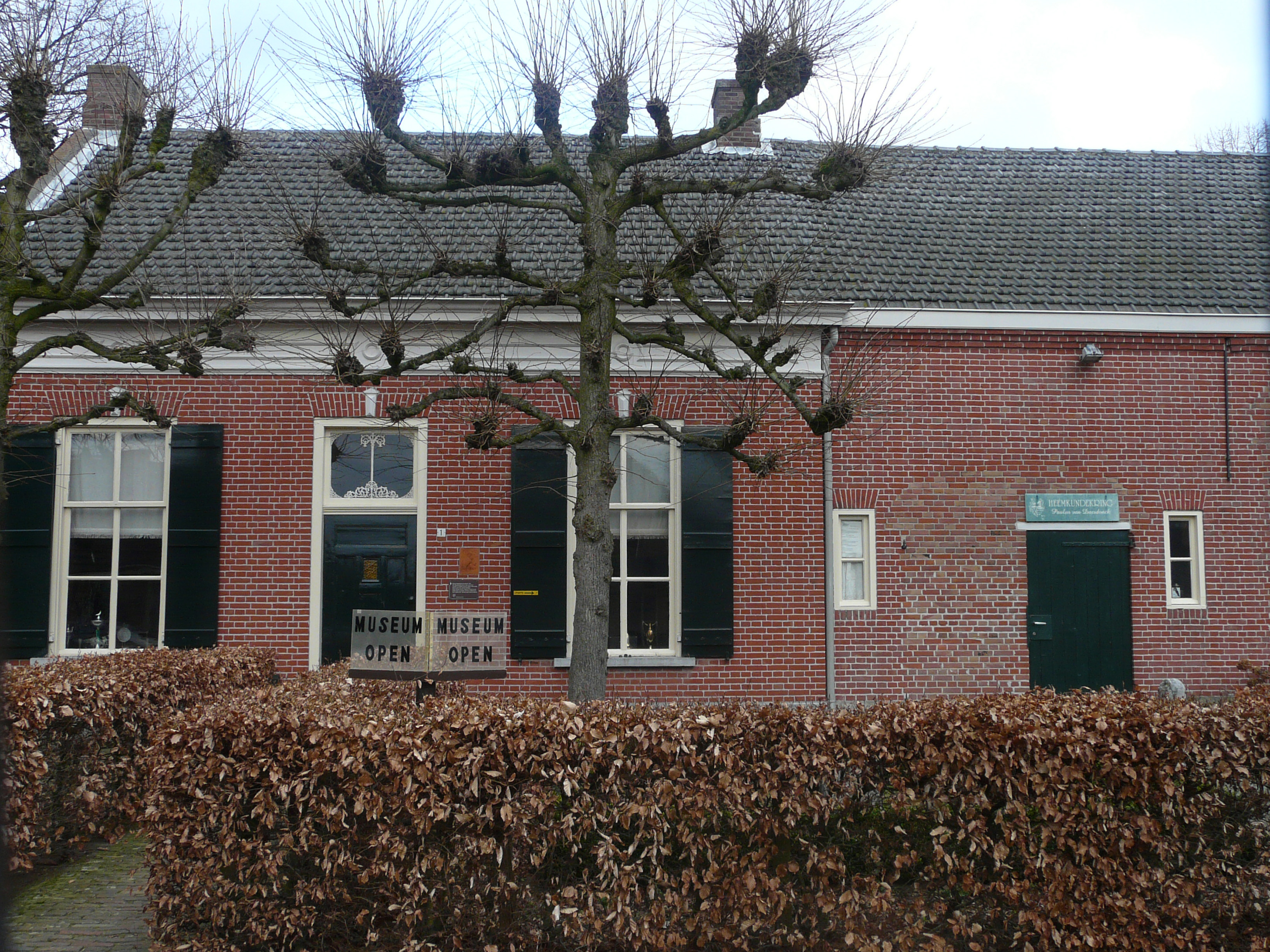
Heemkundig Museum Paulus van Daesdonck

Heemkundig Museum Paulus van Daesdonck is een museum in het Noord-Brabantse dorp Ulvenhout bij Breda.
Het werd op 6 september 1986 opgericht door de heemkundekring Paulus van Daesdonck. Het museum is gevestigd in een boerderij uit 1903 aan de Pennendijk. Het is geopend van september tot en met juni elke eerste zondag van de maand.
Tot de collectie behoren grote en kleine voorwerpen uit het dagelijks leven van de eerste helft van de twintigste eeuw. Regelmatig zijn er wisseltentoonstellingen over regionale thema's.

## Galerij

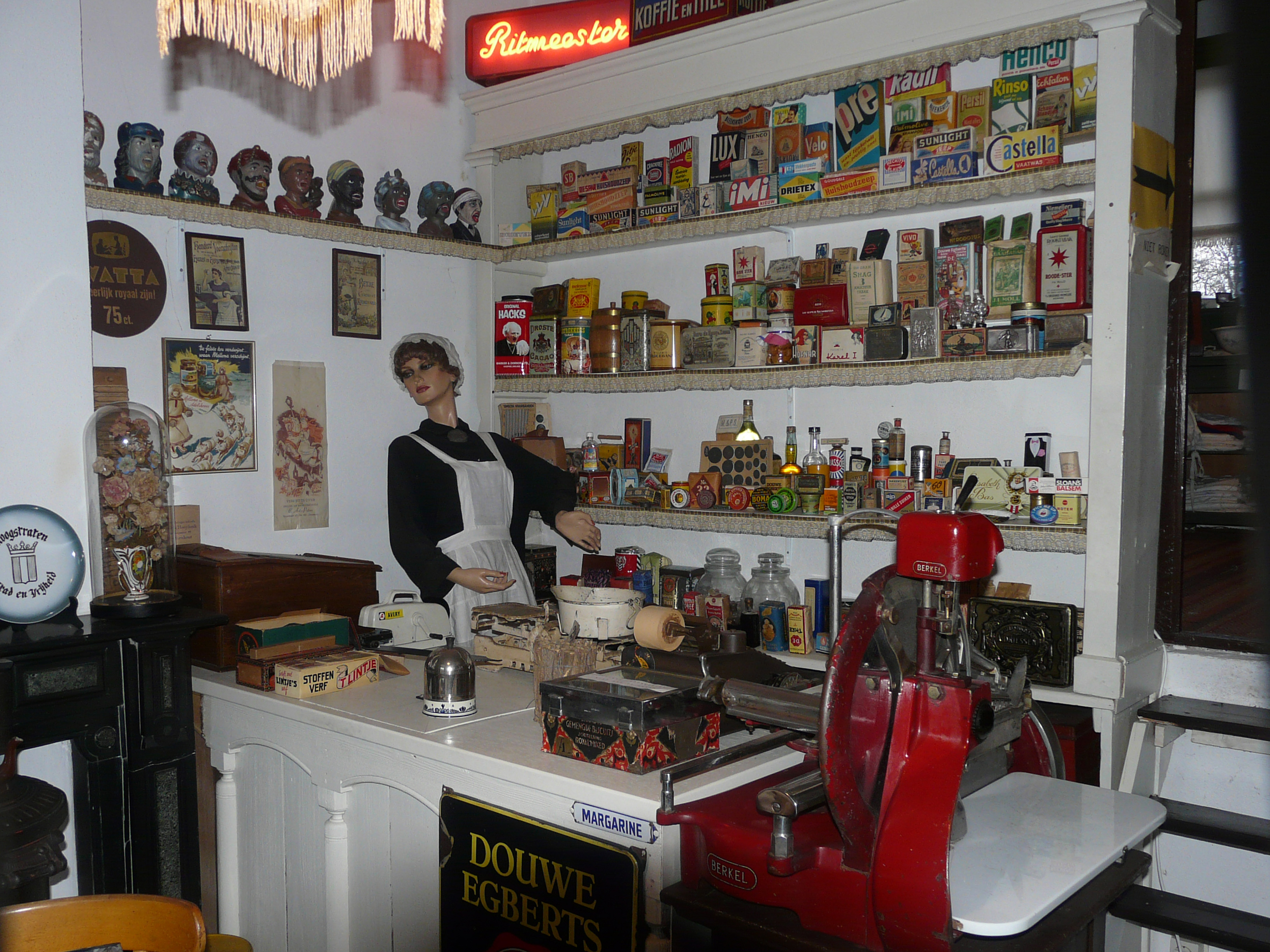
Winkel
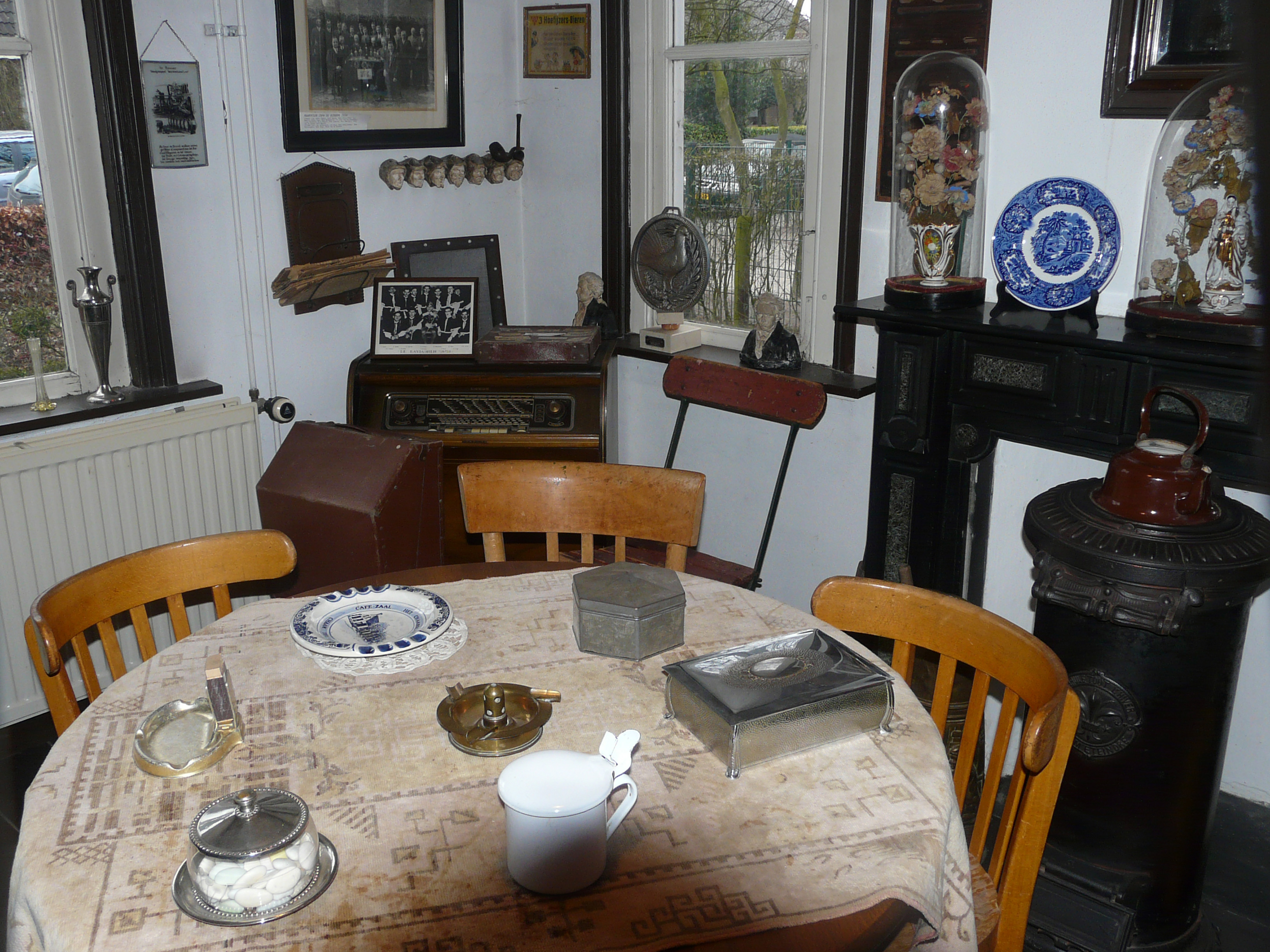
Huiskamer
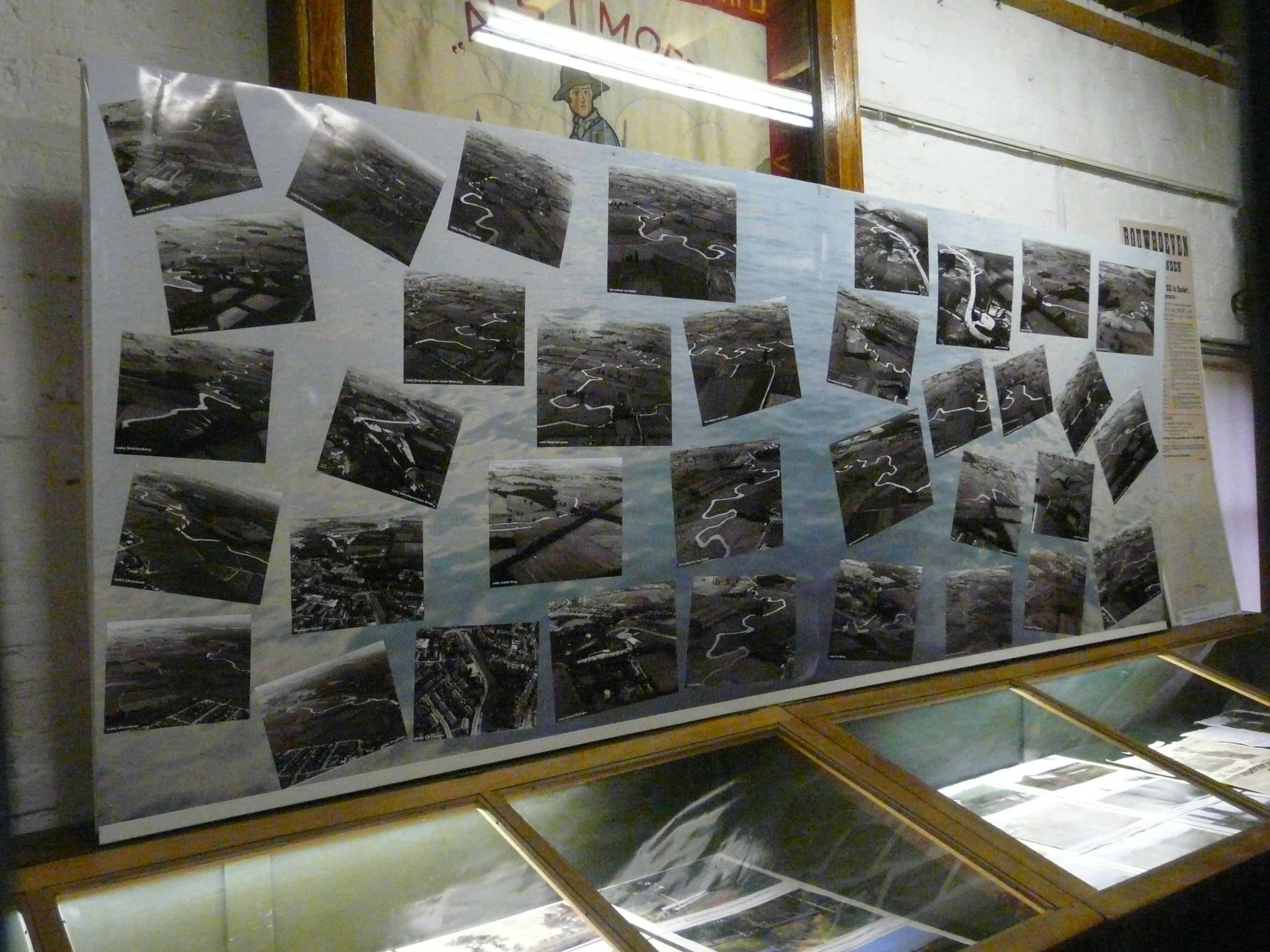
Expositie over de Mark